# Konferenz der Kantonsregierungen

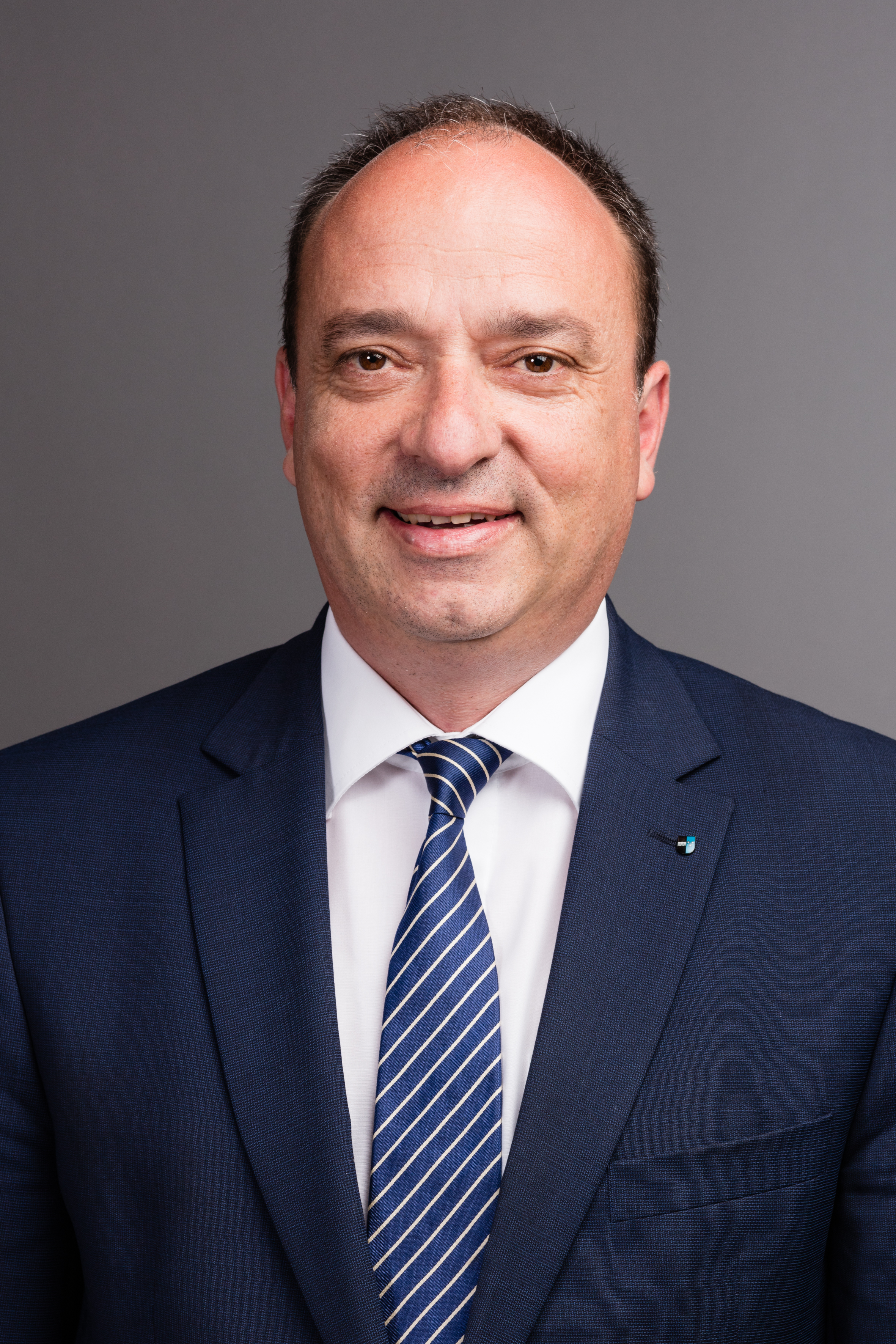
Markus Dieth, Präsident
der Konferenz der Kantonsregierungen
(seit 1. Januar 2023)

Die Konferenz der Kantonsregierungen (KdK) ist eine politische Plattform der Kantonsregierungen in der Schweiz, die der Meinungsbildung und dem Erfahrungsaustausch innerhalb der Kantone sowie der Zusammenarbeit der Interessenvertretung gegenüber dem Bund und gegenüber dem Ausland dient. Da die Kantone neben der Bevölkerung zur Staatsmacht der Schweiz gehören, kommt dieser Konferenz (wie auch den regionalen Regierungskonferenzen und den Direktorenkonferenzen) eine grosse Bedeutung zu. Die KdK dient als zentrale Ansprechpartnerin des Gesamtbundesrates dem föderalistischen Dialog und dem Gespräch mit dem Ständerat. Sie ist das Pendant zur deutschen Ministerpräsidentenkonferenz und der österreichischen Landeshauptleutekonferenz.

## Organisation
Mitglieder der KdK sind die Gesamtregierungen aller 26 Kantone, wobei jede Kantonsregierung Anspruch auf einen Sitz in der Konferenz hat. Das Generalsekretariat, welches die Geschäfte der KdK führt, wurde der ch Stiftung für eidgenössische Zusammenarbeit übertragen.

## Zweck und Aufgaben
Die KdK bezweckt die Förderung der Zusammenarbeit unter den Kantonen in ihrem Zuständigkeitsbereich zusammen mit Städten und Gemeinden. Die KdK sorgt für die Sicherstellung der Koordination und den Informationsaustausch insbesondere in den Bereichen:
- Erneuerung und Weiterentwicklung des Föderalismus
- Aufgabenteilung zwischen Bund und Kantonen
- Finanzausgleich zwischen Bund und Kantonen
- Willensbildung und Entscheidungsvorbereitung im Bund
- Vollzug von Bundesaufgaben durch die Kantone
- Aussen-, Europa- und Integrationspolitik
- COVID-19-Pandemie
- E-Government und Digitalisierung

## Regionale Regierungskonferenzen
Regionale Regierungskonferenzen (wie z. B. die Regierungskonferenz der Gebirgskantone), die auch Regionalkonferenzen genannt werden, befassen sich mit regionalen Themen, die nicht bundesweit behandelt werden müssen. Die KdK pflegt einen regelmässigen Austausch mit diesen Konferenzen.

## Interkantonale Direktorenkonferenzen
Die KdK arbeitet eng mit den 14 eigenständigen Direktorenkonferenzen zusammen. Diese werden durch die Vorsteher der einzelnen kantonalen Departemente gebildet und dienen zur Koordination der Tätigkeit in den fachspezifischen Aufgabenbereichen wie auch zur Erarbeitung gemeinsamer Stellungnahmen gegenüber dem Bund. Die Schweizerische Konferenz der kantonalen Erziehungsdirektoren (EDK) ist z. B. zuständig für die Bereiche Erziehung, Bildung, Kultur und Sport und die Schweizerische Bau-, Planungs- und Umweltdirektoren-Konferenz (BPUK) für die Themen Bau, Raumplanung, Umwelt, Strassen, Verkehr und öffentliches Beschaffungswesen.
| Konferenz/Organisation                                                           | Abk    |
| -------------------------------------------------------------------------------- | ------ |
| Schweizerische Bau-, Planungs- und Umweltdirektoren-Konferenz                    | BPUK   |
| Konferenz Kantonaler Energiedirektoren                                           | EnDK   |
| Schweizerische Konferenz der kantonalen Erziehungsdirektoren                     | EDK    |
| Konferenz der kantonalen Finanzdirektoren                                        | FDK    |
| Konferenz für Wald, Wildtiere und Landschaft                                     | KWL    |
| Konferenz der kantonalen Justiz- und Polizeidirektorinnen und -direktoren        | KKJPD  |
| Konferenz der kantonalen Direktoren des öffentlichen Verkehrs                    | KöV    |
| Konferenz Kantonaler Landwirtschaftsdirektoren                                   | LDK    |
| Regierungskonferenz Militär, Zivilschutz und Feuerwehr                           | RK MZF |
| Schweizerische Konferenz der kantonalen Gesundheitsdirektorinnen und -direktoren | GDK    |
| Konferenz der kantonalen Sozialdirektoren                                        | SODK   |
| Konferenz Kantonaler Volkswirtschaftsdirektoren                                  | VDK    |
| Konferenz der Kantone für Kindes- und Erwachsenenschutz                          | KOKES  |
| Schweizerische Staatsschreiberkonferenz                                          | SSK    |